# 克拉倫斯和阿文代爾公爵
克拉倫斯和阿文代爾公爵（英語：Duke of Clarence and Avondale）是授予英國王室王子的頭銜，屬於英國貴族。
「克拉倫斯」被认为是指萨福克郡的克拉尔；「阿文代爾」是指苏格兰雅芳河的山谷。

## 克拉倫斯和阿文代爾公爵（1890年）
同時為阿斯隆伯爵（1890年）
- 阿爾伯特·維克托王子，第一代克拉倫斯和阿文代爾公爵（1864－1892），是英國國王愛德華七世與亞歷山德拉皇后的長子。